# Pilula
A pilula (rövidítés pil. vagy pilul.; magyarul gömböcske; régies magyar neve labdacs; a köznyelvi formája pirula) egy bevételre szánt félszilárd osztott gyógyszerforma. Legtöbbször por alakú vagy egyéb szilárd halmazállapotú hatóanyagot készítenek el pilulának, amely régen azért alakult ki, hogy megkönnyítse a bevételt és az adagolást. A gyógyszergyártás iparosítása során a porokat a félszilárd pilula helyett szilárd tablettaként formulálták, így a pilula megmaradt a magisztrális (azaz gyógyszertári) gyógyszerkészítés gyógyszerformájának. Bár vannak előnyei (formája miatt könnyen lenyelhető, egyedileg gyorsan előállítható), nem tekintik korszerű gyógyszerformának, mert előállítása kézzel történik, amit nem tartanak elég higiénikusnak. Emiatt a tabletta és a kapszula már szinte teljesen kiszorította, de még ma is sok – főleg idősebb – orvos rendeli. Az állatgyógyászatban használt nagyobb pilulákat bólusznak (falat) nevezik.
A FoNo jelenleg érvényes VIII. gyógyszerészi kiadása az általános technológiai útmutatóban már nem ismerteti a pilulakészítést, csak a Pulvis coffeini (koffeinpor) készítéséhez kínálja fel alternatívaként a pilulakészítést, de orvos más gyógyszert is rendelhet pilula formában (ha annak nincs technológiai akadálya), sőt, a beteg is kérheti a rendelt por pilula formában való elkészítését a gyógyszerésztől.

## Története
A pilula a gyógyszerészet egyik legrégebben használt szájon át (perorálisan) adagolt gyógyszerformája, mely a XX. század során világszerte fokozatosan visszaszorult. A szilárd gyógyszeranyagok (például porok) pilulává formulálása hagyományosan gyógyszertári (lényegében kisipari, kézműves) feladat, melynek szerepét jelentős részben átvette egyrészt a tablettagyártás, másrészt a porok zselatinkapszulába töltése.

## Előállítása
A hagyományos gyúrásos pilulagyártás során a hatóanyagokat elkeverik (homogenizálják) a segédanyagokkal, majd kötőanyaggal mozsárban pisztillussal plasztikusra gyúrják. Segédanyagként szerepelhetnek töltőanyagok (például glükóz, laktóz, szacharóz, szorbitol, dextrin, fehér agyag stb.), amelyek a megfelelő méret eléréséhez szükségesek; illetve dezintegránsok (például keményítő, NaHCO3, agaragar), amik a pilula bevétel utáni szétesését segítik elő. Kötőanyagra minden esetben szükség van, és a hatóanyagoktól, segédanyagoktól függően kell megválasztani a megfelelő állomány éléréséhez szükséges mennyiségben; a gyakrabban használt kötőanyagok: víz, alkohol, glicerin, szirup, polividin-pirrolidon, makrogol-sztearát.
A pilulatésztát ezután hengerré sodorják, majd a pilulakészítő géppel darabokra vágják és gömbölyűvé formálják. A golyócskákat esetenként fehér agyaggal szórják be az összetapadás elkerülésére. A kész pilulákat papír- vagy műanyagdobozba csomagolják.